# 鹰爪枫
鹰爪枫（学名：Holboellia coriacea）为木通科八月瓜属下的一个种。

## 扩展阅读
維基物種上的相關：鹰爪枫